# Mama Wailer
Mama Wailer ist ein Jazzalbum von Lonnie Smith. Die am 14. und 15. Juli 1971 im Van Gelder Studio, Englewood Cliffs, New Jersey, entstandenen Aufnahmen erschienen 1971 auf Kudu, einem Sublabel von CTI Records. Lange vergriffen, wurde es 2003 in Japan als remasterte Compact Disc wiederaufgelegt.

## Hintergrund
Nachdem Lonnie Smith – beginnend mit Think! (1969) – vier Alben für Blue Note Records eingespielt hatte, was mit der vorübergehenden Einstellung des Labels 1970 endete, erhielt der Organist Gelegenheit, für das von Creed Taylor neu gegründete Label CTI aufzunehmen. Mit im Studio waren in verschiedenen Zusammenstellungen Danny Moore (Trompete, Flügelhorn), Grover Washington, Jr. (Flöte, Tenorsaxophon, Arrangement), Marvin Cabell, Dave Hubbard (Tenorsaxophon), George Davis, Jr., Jimmy Ponder bzw. Robert Lowe (Gitarre), Ron Carter bzw. Chuck Rainey (Bass) Billy Cobham, William King (Schlagzeug) sowie die Perkussionisten Airto Moreira und Richard Pratt. Leiter und Arrangeur der Session war Bob James. Untypischerweise spielte Smith bei dieser Session neben der Orgel auch Clavinet.
Auf dem Album Mama Wailer gibt es lediglich vier Stücke; das Titelstück und „Hola Muneca“ stammen von Smith, die anderen sind Coverversionen von Popsongs aus dieser Zeit, Carole Kings Hit „I Feel the Earth Move“ und „Stand“, der Titelsong des gleichnamigen Albums von Sly and the Family Stone von 1969. Letzteres Stück nimmt die gesamte Seite zwei der Langspielplatte ein.

## Titelliste
- Lonnie Smith: Mama Wailer (Kudu KU-02)[2]

1. Mama Wailer (Lonnie Smith) 6:15
2. Hola Muncea (Lonnie Smith) 6:25
3. I Feel the Earth Move (Carole King) 5:00
4. Stand (Sylvester Stewart) 17:20

## Rezeption
Thom Jurek verlieh dem Album in Allmusic vier Sterne und schrieb, Mama Wailer sei eine der wesentlichen Veröffentlichungen von Creed Taylors CTI/Kudu. Smiths Keyboardspiel – besonders auf dem Clavinet – sei „dreckig, fettig und völlig funky“. „Hier treffen Boogaloo und Hardbop aufeinander,“ so der Autor. Jeder, der jemals Vorbehalte gegen Grover Washingtons Fähigkeit hatte, als Improvisator auch mal loszulassen, müsse sich den Titel „Stand“ anhören.